# Renata Piszczek
Renata Piszczek (Cracovia, 1969) es una deportista polaca que compitió en escalada, especialista en la prueba de velocidad. Ganó dos medallas de bronce en el Campeonato Mundial de Escalada, en los años 1993 y 1995.

## Palmarés internacional
| Campeonato Mundial | Campeonato Mundial  | Campeonato Mundial | Campeonato Mundial |
| Año                | Lugar               | Medalla            | Prueba             |
| ------------------ | ------------------- | ------------------ | ------------------ |
| 1993               | Innsbruck (Austria) | Medalla de bronce  | Velocidad          |
| 1995               | Ginebra (Suiza)     | Medalla de bronce  | Velocidad          |